# Liang Wen-po
Liang Wen-po (čínsky 梁文博; * 5. březen 1987 Chej-lung-ťiang, Čína) je od roku 2004 profesionální hráč snookeru. Jeho nejvyšší náběh měl hodnotu 134 bodů, dosáhl jej na UK Championship v roce 2005.

## Kariéra
Liang Wen-po je historicky druhým čínským hráčem, který se probojoval na MS do Crucible arény. Díky překvapivé porážce zkušeného Iana McCullocha.
Liang, momentálně působí v sheffieldské World Snooker Academy. Je talentovaným hráčem, jenž na sebe poprvé upozornil na mistrovství světa hráčů do 21 let, které v roce 2005 vyhrál. Profesionálním hráčem je od roku 2004. Od té doby zaznamenal několik pozoruhodných výsledků, mezi něž patří například cesta mezi 32 nejlepších na turnaji Welsh Open v roce 2006.
Jeho dalším velkým skokem v kariéře je bezesporu účast ve čtvrtfinále na Mistrovství světa ve snookeru 2008, kdy podlehl Ronnie O'Sullivanovi 13 - 7 na framy.

## Úspěchy
- Vítězství na MS ve snookeru do 21 let v roce 2005
- Čtvrtfinále MS ve snookeru 2008, kdy podlehl Ronnie O'Sullivanovi 13 - 7 na framy